# Jambur Damar
Jambur Damar is een bestuurslaag in het regentschap Aceh Tenggara van de provincie Atjeh, Indonesië. Jambur Damar telt 269 inwoners (volkstelling 2010).